# Листопад 2021
Листопад 2021 — одинадцятий місяць 2021 року, що розпочався у понеділок 1 листопада та закінчився у вівторок 30 листопада.

## Події
- 3 листопада
  - Букерівську премію за 2021 рік вручено Деймон Галгут за роман «Обіцянка» (англ. The Promise)[1].
  - Коронавірусна хвороба 2019 в Україні: в Києві декілька тисяч людей взяли участь в мітингу проти вакцинації від COVID-19 та обмежувальних заходів, запроваджених у зв'язку із пандемією. Учасники акції заблокували у кількох місцях рух транспорту в урядовому кварталі.[2].
- 4 листопада
  - Велика Британія схвалила перший пероральний засіб для лікування COVID-19 — Молнупіравір[3].
- 6 листопада
  - На Чемпіонаті світу з боксу найбільшу кількість нагород отримали кубинські спортсмени. Український боксер Юрій Захарєєв став наймолодшим чемпіоном світу в історії України.[4].
  - Мексиканський боксер Сауль Альварес здолав американця Калеба Планта та став абосюолютний чемпіоном світу в другій середній вазі[5].
  - Українська команда «Natus Vincere» перемогла на турнірі «PGL Major Stockholm 2021» з «Counter-Strike: Global Offensive»[6]
- 7 листопада
  - У Багдаді замінований безпілотник здійснив атаку на резиденцію прем'єр-міністра Іраку Мустафу аль-Казимі[7].
  - На турнірі PGL Major Stockholm 2021 у грі Counter-Strike: Global Offensive перемогу здобула україно-російська команда Natus Vincere та виграла призовий фонд у розмірі 1 млн долларів.[8]
  - Петро Порошенко оголосив про продаж та передачу всіх акцій своїх телеканалів «Прямий» та «5 канал» новоствореному медіахолдингу «Вільні медіа»[9].
- 8 листопада
  - Міграційна криза на кордоні між Білоруссю та Європейським Союзом (2021): на білорусько-польському кордоні в районі пункту пропуску Кузьниця—Брузгі перебували сотні нелегальних мігрантів, серед них — жінки з дітьми. Польща оголосила військові збори і посилила охорону кордону.[10].
- 9 листопада
  - Американський конгломерат General Electric оголосив про майбутній поділ на три окремі підрозділи[11].
  - Дві великі групи мігрантів прорвалися до Польщі через прикордонні паркани біля містечка Кринки (Підляське воєводство) і села Біловежа[12][13]
- 11 листопада
  - Запуск пілотованого космічного корабля SpaceX Crew-3 до МКС[14].
- 13 листопада
  - Прийнято підсумкову резолюцію кліматичної конференції ООН — держави домовились скоригувати національні кліматичні цілі вже до кінця 2022 року — на три роки раніше, ніж планувалось раніше[15].
  - Українські Військово-морські сили провели тренування типу PASSEX з військовими кораблями США, Республіки Туреччина та Румунії в акваторії Чорного моря.[16]
- 14 листопада
  - Пандемія коронавірусної хвороби 2019: усього заражених COVID-19 у світі понад 250 млн осіб, померло — понад 5 млн.[17] Загалом введено понад 7 млрд доз вакцини, а першу дозу отримали понад 50 % населення світу[18].
- 16 листопада
  - Росія під час випробування протисупутникової зброї збила супутник «Космос-1408», що призвело до утворення небезпечного космічного сміття[19].
  - Шон Пенн у Києві розпочав зйомки документального фільму про Революцію гідності[20]
- 17 листопада
  - Bellingcat та The Insider оприлюднили першу частину власного розслідування про Вагнергейт[21][22].
  - Українська повнометражна стрічка Олега Сенцова «Носоріг» здобула нагороду за найкращий художній фільм на 32-му Стокгольмському міжнародному кінофестивалі, а Сергій Філімонов був визнаний найкращим виконавцем головної ролі[23].
  - Створена за підтримки Держкіно українська повнометражна стрічка Аліни Горлової «Цей дощ ніколи не скінчиться» здобула нагороду за найкращий документальний фільм на 66-му Міжнародному кінофестивалі в місті Корк (Ірландія)[24].
- 18 листопада
  - Іспанська тенісистка Гарбінє Мугуруса вперше стала переможницею фінального турніру WTA — у фіналі вона перемогла естонку Анетт Контавейт[25].
- 19 листопада
  - Часткове тіньове місячне затемнення (Місячний сарос 126), що тривало 3 години 28 хвилин і стало найдовшим за останні 500 років. Його могли спостерігати жителі Океанії, Північної та Південної Америки, Східної Азії, Північної Європи й Індонезії.[26]
- 20 листопада
  - Український боксер Артем Далакян переміг панамця Луїса Консепсьона та захистив титул чемпіона світу у найлегшій вазі за версією WBA[27].
- 21 листопада
  - На виборах президента Болгарії[en] перемогу здобув діючий президент Румен Радев[28].
  - Чоловіча збірна України із шахів здобула перемогу в 23-му командному чемпіонаті Європи, який проходив у словенському містечку Чатеж-об-Саві[29].
  - Німецький тенісист Александр Зверєв став переможцем фінального турніру ATP — у фіналі він переміг росіянина Даніїла Медведєва[30].
- 22 листопада
  - Державна компанія «Енергоатом» і американська електротехнічна компанія «Westinghouse Electric» підписали угоду про будівництво двох нових атомних енергоблоків для Хмельницької АЕС[31].
- 23 листопада
  - Унаслідок аварії та подальшого загоряння туристичного автобусу в Болгарії загинуло 46 людей[32].
- 24 листопада
  - Здійснено запуск космічного апарата DART, завдання якого полягає у спланованому зіткненні з астероїдом «65803 Дідим» для зміни траєкторії його польоту[33]
- 25 листопада
  - Після тримісячної політичної кризи в Румунії обрано новий коаліційний уряд на чолі з Ніколає Чуке[34]
  - У результаті вибуху на вугільній копальні «Листв'яжна» в Кемеровській області Російської Федерації (Кузбас) загинула 51 особа[35].
- 26 листопада
  - Пандемія коронавірусної хвороби 2019: ВООЗ дала ім'я новому штаму SARS-CoV-2, що походить з Африки, «Омікрон» та кваліфікувала його як такий, що викликає занепокоєння[36].
- 27 листопада
  - У м. Нова Одеса Миколаївської області в п'ятиповерховому житловому будинку стався вибух (попередньо побутового газу), внаслідок чого зруйновано дві квартири. Троє осіб загинуло і троє постраждали.[37]
- 28 листопада
  - Сіомара Кастро була обрана[en] президентом Гондурасу[38].
  - Чоловіча збірна України з водного поло здобула перемогу у Лізі Націй[39].
- 29 листопада
  - Володарем Золотого м'яча 2021 став аргентинець Ліонель Мессі. Він отримав цю нагороду усьоме.[40]
  - Зимова Універсіада 2021 у Люцерні скасована через появу нового штаму коронавірусу[41].
  - В роботі інтернет-енциклопедії "Вікіпедія" стався глобальний збій.[42]
- 30 листопада
  - Барбадос із конституційної морахії перетворено на республіку; Єлизавета II припинила бути монархом, першою президентом стала Сандра Мейсон[43].
  - Компанія SpaceX змістила орбіти деяких супутників Starlink через ризик зіткненні з космічним сміттям.[44]